# Exodontha luteipes
Exodontha luteipes är en tvåvingeart som först beskrevs av Samuel Wendell Williston  1885.  Exodontha luteipes ingår i släktet Exodontha och familjen vapenflugor. Inga underarter finns listade i Catalogue of Life.